# Conny Gasser

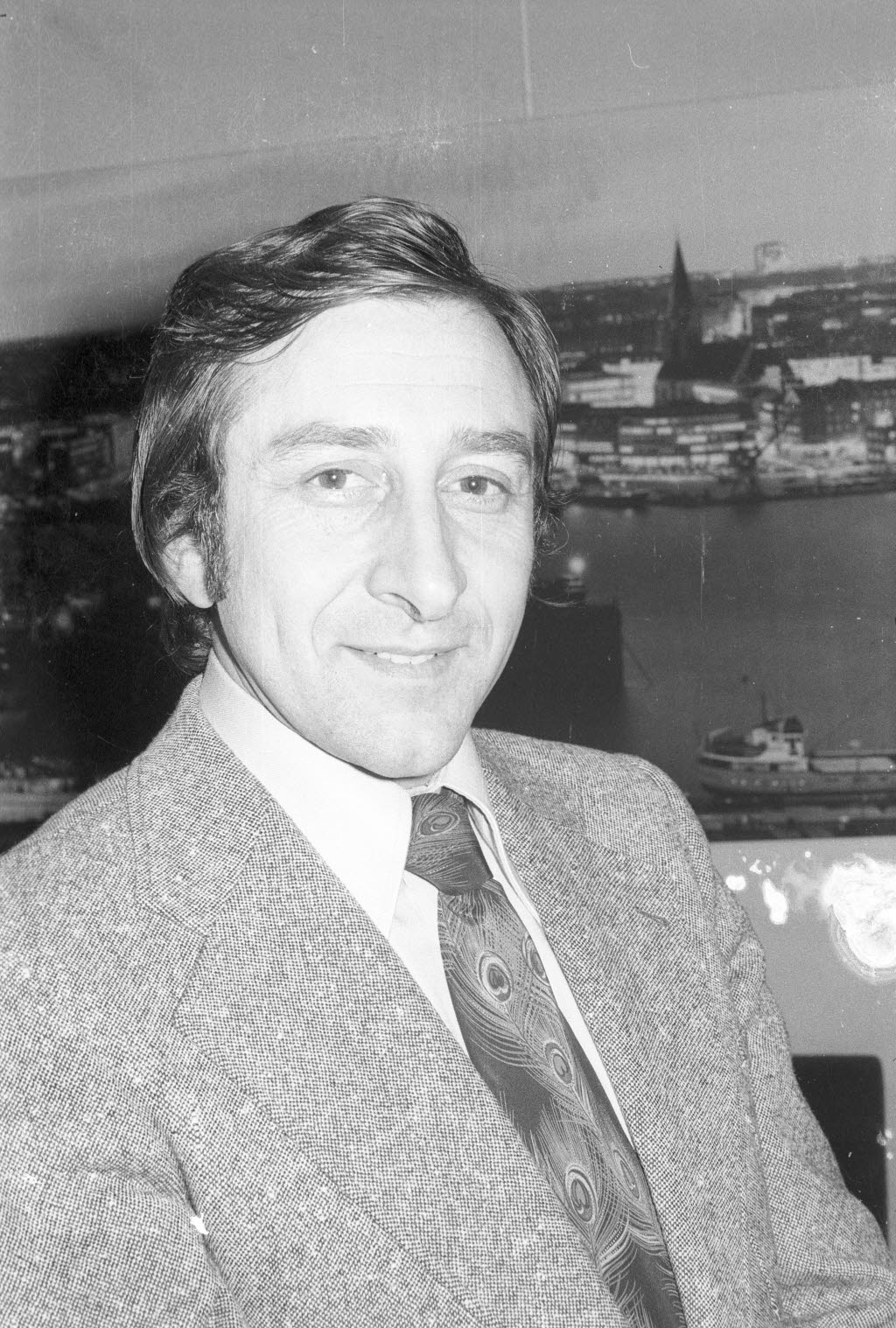
Conny Gasser (1975)

Konrad «Conny» Gasser (* 6. Juni 1938; † 18. Dezember 2007 in Zürich) war ein Schweizer Zirkusdirektor und Unternehmer.

## Leben
Gasser wuchs im elterlichen Zirkus Royal auf und lernte dort die Hamburger Artistin Gerda Hernaiz kennen, die er später heiratete. Zehn Jahre trat er mit ihr in der ganzen Welt mit einer Top-Luftnummer als The Tongas auf. 1970 entwickelten beide eine Delphin-Show, mit der sie unter anderem auch in Las Vegas gastierten. Im Jahre 1979 entstand daraus der Freizeitpark Conny-Land in Lipperswil.
Seine Kinder Roby und Nadja folgten ihrem Vater und treten weltweit mit Seelöwen auf, wobei sie mit hohen Auszeichnungen (Roby am Circusfestival von Monte Carlo 1981 mit dem Goldenen Clown und Nadja 1989 mit dem Silbernen Clown) geehrt wurden.
1982 war er Mitbegründer des ersten Weihnachtszirkus der Schweiz, des Circus Conelli. Er selbst war künstlerischer Leiter und Produzent, Unterstützung kam auch von seiner Frau Gerda, seinem Sohn Roby und dessen Frau Cindy.
Der 69-Jährige, der schon früher unter Herzproblemen gelitten hatte, erlag während einer Operation einem Herzversagen.

## Auszeichnungen
- 2004: Prix Walo
- 2007: Züri-Leu in Gold